# Эанатум
Не следует путать с именем Энаннатум I.
Эанатум (Эаннатум) — правитель (энси) шумерского государства Лагаш, правил приблизительно в 2450 — 2425 годах до н. э., из I династии Лагаша.
Сын Акургаля, внук Ур-Нанше.

## Война с Уммой
Эанатум, временно избранный лугалем, нанёс поражение энси Уммы Ушу, отобрал район Гуэден (Gu-Edin, «край степи») и восстановил пограничную стелу Месилима, разбитую уммаитами. Жители Уммы и преемник Уша Энакалле дали клятву никогда не вторгаться в область Лагаша и платить дань, примерно 300 тысяч литров ячменя в пользу храмов богов Нингирсу и Нанше.
Победа над Уммой была увековечена на так называемой «Стеле коршунов». Это сильно разрушенная, более чем полутораметровая каменная плита, покрытая рельефами и письменами. На одном из её фрагментов изображена стая коршунов, терзающих тела павших воинов.

«Я, Эанатум, на Умму, подобно злому ветру ветров, потоп наслал… Людей Уммы оружием поразил, горы трупов насыпал. …Эанатум ударил, 3600 трупов нагромоздил. …Я — Эанатум — для Нингирсу чужие земли разрушил, Нингирсу его любимое поле Гуэден в руки вернул. Человеку Уммы я — Эанатум — большую сеть Энлиля дал, на ней он присягнул».— «Стела коршунов»

## Подчинение большей части Шумера и отражение внешней угрозы

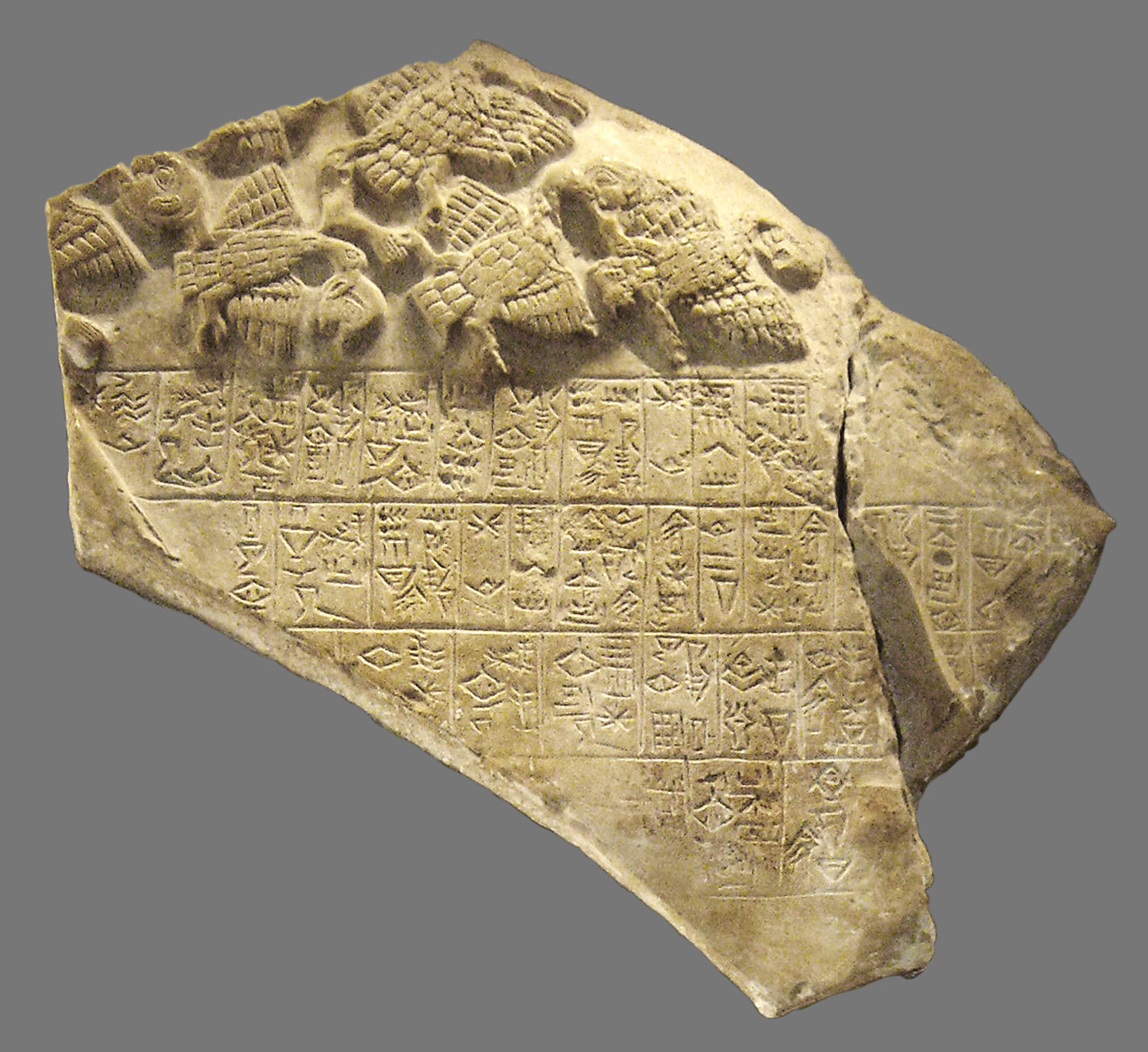
«Стела коршунов» (фрагмент)
Коршуны терзают трупы павших врагов Эанатума

Затем Эанатум подчинил своей власти почти весь Шумер. Надписи Эанатума говорят о захвате таких городов, как Ур, Урук, Уру-аз (букв. «Город собаки»), Мишеме, Аруа и, кажется Ларсы (Ки-Уту, «Место бога солнца»). После чего он пресёк поползновения эламитов на восточные границы Лагаша и захватил энси Уруа (букв. «Город», возможно, Адамдун, одно из важнейших номовых государств в Эламе), стоящего во главе эламитов.
Некоторые надписи Эанатума упоминают ещё одну крупную войну происшедшую, видимо, в конце его правления. Он разгромил Зузу, лугаля Акшака и его вассала правителя Киша. Киш был захвачен лагашскими воинами, а Зузу отброшен на свою территорию, а, возможно, что даже и убит. И хотя в своём родном Лагаше Эанатум должен был в дальнейшем довольствоваться только титулом энси, он после этой победы принял звание «лугаля Киша». Войско Эанатума доходило, может быть, даже до Мари. Победная реляция Эанатума рассказывает об этом так:

«Эанатум Элам — гору удивительную — оружием поразил, горы трупов там насыпал, энси штандарта Уруа, во главе стоявшего, оружием поразил, горы трупов там насыпал. Город Умму оружием он поразил, горы трупов там насыпал, богу Нингирсу его любимое поле Гуэден в его руки вернул. Город Урук оружием он поразил, город Ур оружием поразил, Ки-Уту оружием поразил, город Уруаз разрушил, его энси убил, город Мишиме разрушил, город Аруа уничтожил. Перед Эанатумом, названным именем вместе с (?) Нингирсу, все чужие страны задрожали 
Из-за Эанатума Элам задрожал, Элам в свою страну вернулся, Киш задрожал, царь Акшака в свою страну вернулся. Эанатуму, энси Лагаша, все страны покорились. Бог Нингирсу Элам, Субар, Уруа, от (канала) Асухура оружием поразил. Киш, Акшак, Мари от Антасурры бога Нингирсу оружием поразил».— вотивная надпись Эаннатума на валуне
Все его войны — с Уром, Уруком, Кишем, Акшаком и даже с Мари — представляют собой часть взаимоотношений, сложившихся между различными союзными и враждебными друг другу государствами Южной Месопотамии. Тем не менее в своих надписях он предстаёт правителем, обладающим такой властью и сумевшим сделать такие достижения, что становится понятно: его претензии на гордый титул «царь Киша» небезосновательны.

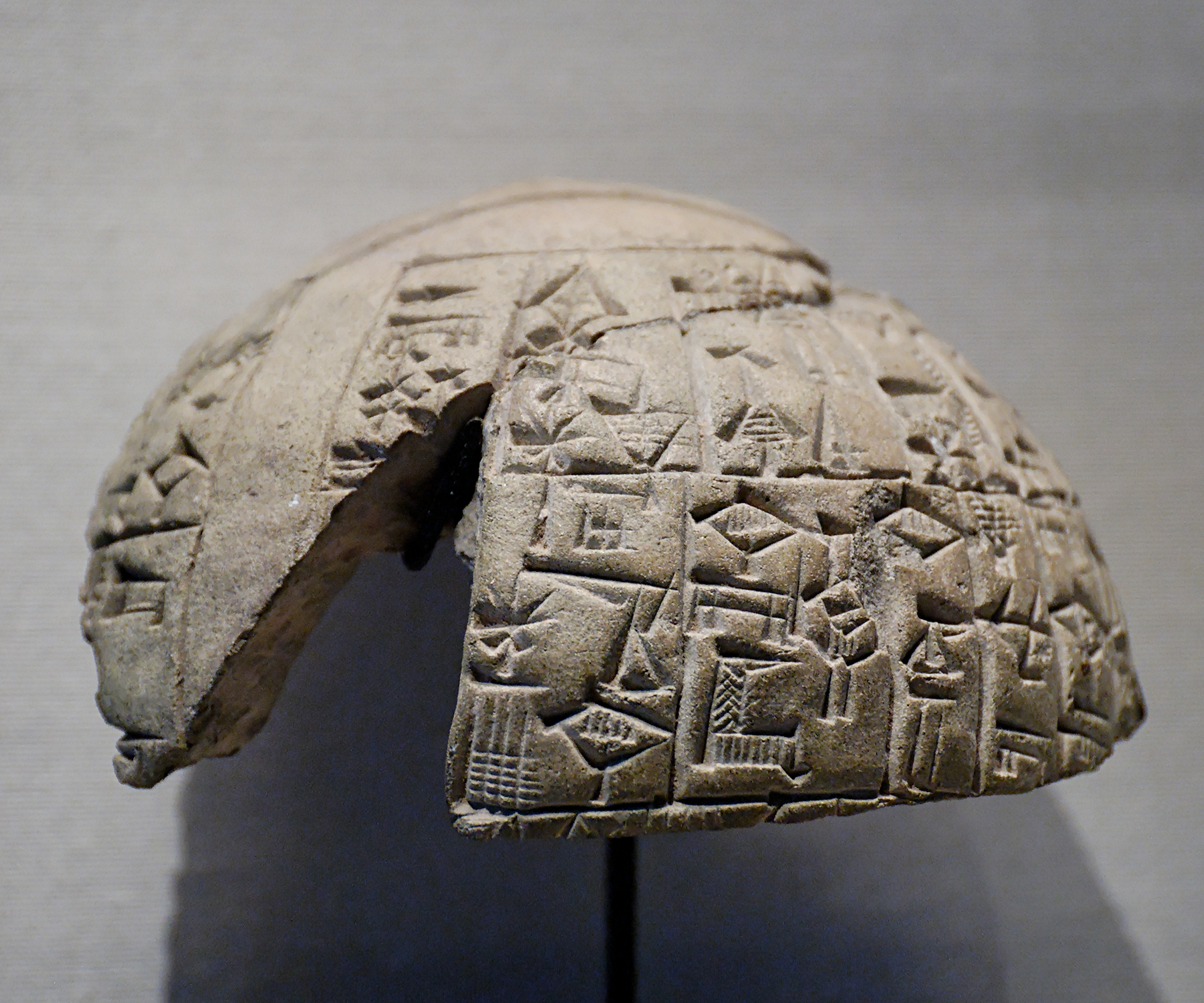
глиняный конус Эанатума (Лувр)

## Политическая обстановка в Шумере на то время
Однако некоторые важные части Шумера не были им завоеваны. Так он, видимо, не владел Ниппуром; чем отчасти и объясняется, может быть, тот факт, что Эанатум не попал в «Царский список». Ниппуром в то время владел Эн-Шакушана, правитель Урука, оставивший там надписи. Тем не менее, каким-то признанием в Ниппуре Эанатум пользовался, так как уже гораздо позднее ему оказывалось посмертное почитание в этом священном городе вместе с Хатанишем, единственным царём династии Хамази. Показательно также отсутствие в надписях Эанатума упоминаний Адаба и соседних с ним городов Шуруппака и Кисуры; приблизительно в это время в Адабе должен был править Лугальанемунду.
Не был по-настоящему им завоеван и Урук, где продолжала править II династия Урука, и хотя Ур и был действительно захвачен, что видно из надписи Эанатума, найденной в Уре, но, очевидно, там его власть продержалась недолго и вскоре Ур вновь вошёл в состав государств II династии Урука.

## Строительная деятельность
Эанатум продолжал строительную деятельность своего деда Ур-Нанше, возводя городские стены, каналы, бассейны, храмы, а также хозяйственные сооружения при храмах. Особое внимание надписи Эанатума уделяют прорытию канала, посвящённого богу Нингирсу и получившего название Луммагимдуг (букв. «Лумма создал хорошо»). Лумма, как отмечает надпись, было родовым именем данным Эанатуму в Тиднуме,, в то время как Эанатум — это его шумерское имя.
От его времени дошли хозяйственные и юридические документы, строительные надписи.
Эанатум претендовал на божественное происхождение. В одной из своих надписей он утверждает, что «пьёт молоко Нинхурсаг», шумерской богини-матери. Однако это не значит, что он считал себя божеством.
Несмотря на его победы и его гордый титул «покоритель всех стран, владыка Гирсу», у Эанатума был, похоже, несчастный конец, потому что его преемником стал не один из его сыновей, а его брат Энаннатум. Это указывает на вероятность того, что умер он не естественной смертью, но пал в бою, что обернулось катастрофой для Лагаша, от которой страна так уже полностью и не оправилась.
| I династия Лагаша        |                                           |                       |
| Предшественник: Акургаль | правитель Лагаша ок. 2450 — 2425 до н. э. | Преемник: Энаннатум I |